# Terremoto de Calama de 1953
El terremoto de Calama de 1953 fue un movimiento telúrico registrado el 6 de diciembre de 1953 a las 16:18 horas (hora local). Tuvo una magnitud de 7,4 grados en la escala de Richter y VIII grados en la escala de Mercalli.
Se pudo percibir desde Tacna hasta Talca, las ciudades más afectadas fueron Calama, Tocopilla, Chuquicamata y Antofagasta. Murieron 3 personas, 15 quedaron heridas y 1850 personas quedaron sin hogar.